# T.O.S (Terminate on Sight)
T.O.S (Terminate on Sight) (englisch etwa für „Bei Sichtkontakt eliminieren“) ist das zweite Studioalbum der US-amerikanischen Hip-Hop-Gruppe G Unit, bestehend aus den Rappern 50 Cent, Lloyd Banks und Tony Yayo. Es erschien am 1. Juli 2008 über die Labels G-Unit Records und Interscope Records.

## Produktion
Bei dem Album fungierte 50 Cent als ausführender Produzent. Die Musikproduzenten Ron Browz, Jake One und Ky Miller produzierten jeweils zwei Lieder des Albums. Je ein Instrumental stammt von Hit-Boy, Swizz Beatz, Tha Bizness, Chris Styles, Rick Rock, Dual Output, Ty Fyffe, Street Radio, Damien Taylor und Don Cannon.

## Covergestaltung
Das Albumcover zeigt 50 Cent, Tony Yayo und Lloyd Banks, die komplett in Schwarz gekleidet sind. 50 Cent hält ein Seil mit einer Enterdregge in der Hand, während Tony Yayo und Lloyd Banks aus einem Auto aussteigen. Sie richten ihre Blicke vom Betrachter aus gesehen nach rechts. Rechts oben im Bild befinden sich die Schriftzüge G Unit, T*O*S und Terminate on Sight.

## Gastbeiträge
Auf sechs Liedern sind neben den Rappern der G Unit weitere Künstler vertreten. So ist der Rapper Young Buck, der zum Zeitpunkt der Albumveröffentlichung kein Mitglied der Gruppe war, auf den Songs Piano Man, Rider Pt. 2, No Days Off, I Like the Way She Do It und Party Ain’t Over zu hören. Zudem hat der jamaikanische Dancehall-Künstler Mavado einen Gastauftritt bei Let It Go.

## Titelliste
| #  | Titel                         | Gastmusiker | Produzent     | Länge |
| -- | ----------------------------- | ----------- | ------------- | ----- |
| 1  | Straight Outta Southside      |             | Ron Browz     | 2:36  |
| 2  | Piano Man                     | Young Buck  | Tha Bizness   | 3:21  |
| 3  | Close to Me                   |             | Chris Styles  | 4:18  |
| 4  | Rider Pt. 2                   | Young Buck  | Rick Rock     | 2:48  |
| 5  | Casualties of War             |             | Ky Miller     | 3:20  |
| 6  | You So Tough                  |             | Ky Miller     | 3:47  |
| 7  | No Days Off                   | Young Buck  | Dual Output   | 3:57  |
| 8  | T.O.S.                        |             | Ty Fyffe      | 4:11  |
| 9  | I Like the Way She Do It      | Young Buck  | Street Radio  | 3:52  |
| 10 | Kitty Kat                     |             | Hit-Boy       | 3:49  |
| 11 | Party Ain’t Over              | Young Buck  | Damien Taylor | 3:30  |
| 12 | Let It Go                     | Mavado      | Don Cannon    | 3:06  |
| 13 | Get Down                      |             | Swizz Beatz   | 3:47  |
| 14 | I Don’t Wanna Talk About It   |             | Jake One      | 4:34  |
| 15 | Ready or Not                  |             | Jake One      | 3:38  |
| 16 | Money Make the World Go Round |             | Ron Browz     | 4:14  |

## Chartplatzierungen und Singles
T.O.S (Terminate on Sight) stieg am 11. Juli 2008 auf Platz 54 in die deutschen Albumcharts ein und verließ die Top 100 in der folgenden Woche wieder. In den Vereinigten Staaten erreichte das Album Rang 4 und hielt sich insgesamt elf Wochen in den Top 200.
Als Singles wurden die Lieder I Like the Way She Do It, Rider Pt. 2 und Close to Me ausgekoppelt.

## Rezeption
Alexander Engelen von laut.de bewertete T.O.S (Terminate on Sight) mit zwei von möglichen fünf Punkten. Er sieht keinen Fortschritt zu früheren Veröffentlichungen und das Album sei „wieder die alte Leier“. Der Sound sei „zu dünn, die Drumsets zu konventionell und von frischen Ideen fehlt jede Spur“. Lediglich der erste Song Straight Outta Southside wird positiv hervorgehoben.